# Дракон Спайро
Дракон Спайро (англ. Spyro the Dragon) — персонаж одноимённой игровой серии, впервые представленной в 1998 году. Создан Чарльзом Зембилласом, также являющимся автором серии игр о Крэше Бандикуте.

## Концепция персонажа

### Личность
На протяжении всех игр показывается как энергичный и любопытный, не задумывающийся о собственной безопасности дракон, прославившийся своим мужеством и дерзким отношением к опасности (хотя он совсем мал в оригинальной серии). Спайро всегда готов прийти на помощь своим друзьям и незнакомцам, если те попали в беду.

### Внешность
Спайро изображён в виде маленького фиолетового дракончика с небольшими крыльями и крупными изогнутыми рогами. На спине и хвосте есть большие шипы, похожие на ирокез. Он заметно меньше остальных драконов и передвигается на четвереньках, хотя большинство его сородичей двуногие. Во время разработки первой игры планировалось, что Спайро будет зелёного окраса, но из-за обилия зелёного фона в игре, на котором Спайро был попросту невидим, было решено перекрасить дракона.

### Способности
Основные боевые навыки Спайро — удар противников рогами и атака огненными шарами. В более поздних играх демонстрируются нераcкрытые ранее способности Спайро, такие как полёт и ледяное дыхание.

## Список игр о Драконе Спайро (Spyro the Dragon)

### Оригинальная серия
- Spyro the Dragon — PlayStation (1998—1999, Insomniac Games) — самая первая игра про Спайро. Гнасти Гнорк атаковал Драконье Королевство, используя магию, тем самым превратив драконов в каменные статуи. Однако заклинание злодея не подействовало на маленького дракона Спайро. Ему придётся спасти своих друзей драконов и победить Гнорка.
- Spyro 2: Ripto's Rage!, Spyro 2: Gateway to Glimmer, Spyro x Sparx: Tondemo Tours — PlayStation (1999—2000, Insomniac Games) — Спайро стремится найти хорошее место для тёплого отдыха и подальше от дождливой погоды. Когда он пытается пройти через портал, который должен привести к отпуск, он попадает в Авалар, где Рипто, злой волшебник, провозгласил себя правителем этих земель, и Спайро должен победить его.
- Spyro 3: Year of the Dragon — PlayStation (2000, Insomniac Games) — на этот раз в мире драконов возникла новая угроза. Злая Колдунья и её армия Райноков украла все яйца драконов для своих коварных планов. Спайро и его друзья обязаны отыскать все яйца и победить врага.

### GBA
- Spyro: Season of Ice — (2001—2002, Digital Eclipse Software)
- Spyro 2: Season of Flame — (2002, Digital Eclipse Software)
- Spyro: Attack of the Rhynocs — (2003, Digital Eclipse Software)
- Spyro Orange: The Cortex Conspiracy, Spyro Fusion, Spyro Advance: Waku Waku Tomodachi Daisakusen! — (2004, Vicarious Visions) сюжет начинается с того, что главный враг Крэша — Доктор Нео Кортекс, и один из постоянных врагов Спайро — Рипто, стали союзниками, чтобы общими усилиями уничтожить героев и захватить свои миры. Используя армию Риноков Рипто, Кортекс генетически изменяет их, и пускает в мир Крэша, Рипто же посылает армию Кортекса в мир Спайро. В обоих мирах главные герои начинают искать разгадку чтобы спасти свои миры, впоследствии Спайро и Крэш встречают друг друга на пересечении миров и принимают друг друга за врагов и вступают в бой. В итоге они объединяются, чтобы победить злодеев.

### Легенда о Спайро (The Legend of Spyro)
- The Legend of Spyro: A New Beginning — GameCube, Game Boy Advance, PlayStation 2, Xbox, мобильные телефоны (2006, Krome Studios); Nintendo DS (2006, Amaze Entertainment)
- The Legend of Spyro: The Eternal Night — Game Boy Advance, Nintendo DS, PlayStation 2, Wii, мобильные телефоны (2007, Amaze Entertainment, Krome Studios)
- The Legend of Spyro: Dawn of the Dragon — Nintendo DS, PlayStation 2, PlayStation 3, Wii, Xbox 360, мобильные телефоны (2008, Krome Studios, Amaze Entertainment)

### Skylanders
- Skylanders: Spyro's Adventure — Nintendo 3DS, OS X, PlayStation 3, Wii, Wii U, Windows, Xbox 360 (2011, Toys For Bob)
- Skylanders: Giants — Nintendo 3DS , OS X, PlayStation 3, Wii, Wii U, Windows, Xbox 360 (2012, Toys For Bob)
- Skylanders: Swap Force — Nintendo 3DS, PlayStation 3, PlayStation 4, Wii, Wii U, Xbox 360, Xbox One (2013, Toys For Bob)
- Skylanders: Trap Team — Wii, Wii U, Nintendo 2DS, Nintendo 3DS, PlayStation 3, PlayStation 4, Xbox 360, Xbox One (2014, Toys For Bob)
- Skylanders: SuperChargers — PlayStation 3, PlayStation 4, Wii U, Xbox 360, Xbox One, iOS (2015, Toys For Bob)

### Прочие
- Spyro: Enter the Dragonfly — Nintendo GameCube (2002, Equinox Digital Entertainment), PlayStation 2 (2002, Check Six Studios) — Рипто со своими приспешниками возвращается и крадёт всех стрекоз, так как драконы лишаются некоторых магических сил, если у них нету стрекоз, их верных спутников по жизни. Соответственно, Спайро должен их всех найти. Данная игра считается первой «провальной» из серии игр.
- Spyro — мобильные телефоны (2003)
- Spyro: Ripto Quest — мобильные телефоны (2004, Digital Bridges)
- Spyro: A Hero’s Tail — Nintendo GameCube, PlayStation 2, Xbox (2004, Eurocom)
- Spyro the Dragon — мобильные телефоны (2005)
- Spyro: Shadow Legacy — Nintendo DS (2005, Amaze Entertainment)

## Эпизодические роли в играхCrash Bandicoot
- В Crash Bandicoot Purple: Ripto's Rampage (2004) для Game Boy Advance имеется много персонажей из Spyro the Dragon. Сам Спайро не является играбельным.
- Действие Spyro Orange: The Cortex Conspiracy происходит в мире, схожем с игровым миром Крэша.
- В конце Crash Twinsanity можно видеть Спайро, охраняющего свои сокровища.
- В Crash Nitro Kart для Game Boy Advance Спайро можно открыть, победив Velo командой бандикутов (интересно, что его охраняет Ука Ука).

## Критика
GameRevolution раскритиковал озвучку Спайро в Spyro the Dragon, негативно сравнив его с чихуахуа из Taco Bell, которого также озвучивал Карлос Алазраки. Обозреватели IGN вначале высоко оценили дизайн Спайро, написав, что он «милый, но не тошнотворно милый», но позже раскритиковали его за то, что он «немного безвкусный, и не тот талисман, в который я бы влюбился… он похож на смесь большого щенка и осла, покрашенного в фиолетовый цвет». UGO.com включил Спайро в список «Самых милых персонажей видеоигр», заявив: «Фиолетовый парень был милым, но недостаточно милым, чтобы победить в Великой войне талисманов Playstation 1998 года». В издании Guinness World Records Gamer’s Edition 2011 года Спайро занял 39-е место среди самых популярных персонажей видеоигр. В 2012 году GamesRadar назвал Спайро «одним из самых привлекательных мифологических существ всех времён» и поставил на 92-е место среди «самых запоминающихся, влиятельных и крутых» протагонистов в играх. В том же году он занял 9-е место в списке «25 самых крутых драконов в видеоиграх», составленном изданием Complex, а составитель Оби Аньяву заявил, что Спайро «действительно оригинален уже благодаря своему размеру и цвету». Рави Синха из GamingBolt назвал Спайро после его появления в Skylanders вторым в списке «Худший дизайн персонажей видеоигр», заявив, что «милый, невинный, огнедышащий Спайро не заслужил своего ужасного редизайна. Любимый многими фанатами PlayStation старой школы, Спайро был введён в Skylanders с большим энтузиазмом. Его текущий дизайн, казалось, должен был сделать его более… драконоподобным? Вместо этого Спайро стал выглядеть на грани пугающего, но все ещё глупо, в отличие от обычного героического образа». HobbyConsolas также включил Спайро в список «30 лучших героев за последние 30 лет».